# Natação nos Jogos Pan-Americanos de 2003 - 100 m borboleta feminino
O evento dos 100 m borboleta feminino nos Jogos Pan-Americanos de 2003 foi realizado em 15 de agosto de 2003.

## Medalhistas
| Ouro   | USA Bethany Goodwin |
| Prata  | CAN Audrey Lacroix  |
| Bronze | USA Dana Kirk       |

## Recordes
| Recorde mundial       | Inge de Bruijn (NED) | 56.61 | 17 de setembro de 2000 | Sydney   |
| Recorde pan-americano | Karen Campbell (USA) | 59.70 | 05 de agosto de 1999   | Winnipeg |

## Resultados
| Posição | Nadador                 | Eliminatórias | Eliminatórias | Final   |
| Posição | Nadador                 | Tempo         | Posição       | Tempo   |
| ------- | ----------------------- | ------------- | ------------- | ------- |
| 1       | Bethany Goodwin (USA)   | 1:00.31       | 2             | 59.97   |
| 2       | Audrey Lacroix (CAN)    | 1:00.08       | 1             | 1:00.18 |
| 3       | Dana Kirk (USA)         | 1:00.69       | 3             | 1:00.51 |
| 4       | Elizabeth Collins (CAN) | 1:03.26       | 5             | 1:02.76 |
| 5       | Ivi Monteiro (BRA)      | 1:02.36       | 4             | 1:02.90 |
| 6       | María Rodríguez (VEN)   | 1:03.79       | 6             | 1:03.01 |
| 7       | Atenas Lopez (MEX)      | 1:04.03       | 8             | 1:03.68 |
| 8       | Tamara Swaby (JAM)      | 1:03.95       | 7             | 1:03.95 |
|         |                         |               |               |         |
| 9       | Paola España (MEX)      | 1:04.15       | 10            | 1:03.97 |
| 10      | Marcella Amar (BRA)     | 1:05.24       | 12            | 1:04.65 |
| 11      | Vanessa Duenas (COL)    | 1:04.11       | 9             | 1:04.93 |
| 12      | Sharntelle McLean (TRI) | 1:04.59       | 11            | 1:05.00 |
| 13      | Yamile Bahamonde (ECU)  | 1:05.41       | 13            | 1:05.13 |
| 14      | Heather Roffey (CAY)    | 1:05.99       | 14            | 1:06.33 |
| 15      | Vanessa Martínez (PUR)  | 1:06.35       | 15            | 1:06.71 |
| 16      | Priscila Zacarias (DOM) | 1:07.06       | 16            | 1:07.23 |
|         |                         |               |               |         |
| 17      | Geraldine Arce (NCA)    | 1:08.33       | 17            |         |
| 18      | Alicia García (PER)     | 1:08.56       | 18            |         |
| 19      | April Knowles (BAH)     | 1:11.05       | 19            |         |